# 우즈베키스탄-카자흐스탄 관계
우즈베키스탄-카자흐스탄 관계는 인접한 카자흐스탄과 우즈베키스탄 간의 관계를 의미한다. 카자흐스탄에는 타슈켄트에 대사관이 있고, 사마르칸트에 총영사관이 있다. 우즈베키스탄에는 아스타나에 대사관이 있으며 알마티와 악타우에 총영사관이 있다.
양국 관계는 2021년에 전략적 파트너십에서 동맹으로 격상되었다.

## 역사
우즈베키스탄과 카자흐스탄은 1991년 공식적으로 해체되기 전까지 소련의 일부였다. 2017년, 샵카트 미르지요예프 대통령은 카자흐스탄과의 관계 개선을 시작했다. 2018년은 "카자흐스탄에서 우즈베키스탄의 해"로 선언되었다. 2018년 11월 27일, 누르술탄 나자르바예프 대통령은 "오늘 우리의 관계는 좋은 수준입니다. 우리는 1년에 여러 번 샵카트 미르지요예프와 만나 경제 및 정치 협력 분야의 모든 시급한 문제를 논의합니다."라고 말했다.

### 방문
우즈베키스탄 전 대통령 이슬람 카리모프는 카자흐스탄을 여러 차례 방문했다. 카자흐스탄 전 대통령 누르술탄 나자르바예프가 타슈켄트를 방문한 것도 같은 말을 할 수 있다. 2019년 4월 15일, 카자흐스탄 대통령 카심조마르트 토카예프와 미르지요예프는 타슈켄트를 방문하는 동안 우즈베키스탄에서 카자흐스탄의 해를 열었다. 토카예프는 "우리는 하나의 언어, 종교, 공통의 역사와 하나의 운명으로 연결되어 있습니다. 우리 민족은 중앙아시아 고대 문명의 계승자입니다."라고 언급했다.

## 국경
21세기 초, 우즈베키스탄과 카자흐스탄 간의 국제 국경의 96%가 결정되었다. 2001년 상호 합의 후, 분쟁 지역인 바기스, 아르나사이, 은산 세 곳의 국경선만 여전히 철회되지 않았다. 2002년 9월까지 카자흐스탄과 우즈베키스탄은 2,440km 길이의 공동 국경선을 완전히 해결했다. 2023년 3월 28일, 양국은 마침내 국경 분계 조약을 비준했다.

### 우즈베키스탄-카자흐스탄 장벽

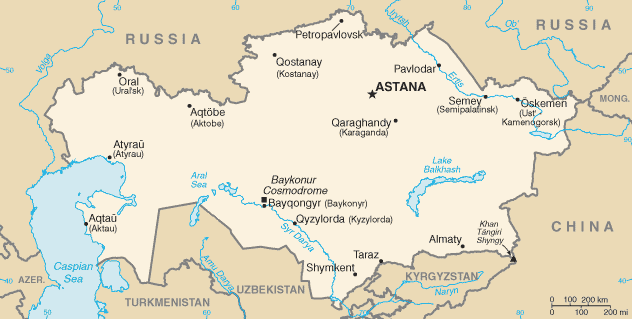
카자흐스탄과 우즈베키스탄의 남쪽 지도

2006년 10월 19일, 카자흐스탄은 우즈베키스탄과의 국경 일부를 따라 45km 길이의 장벽을 건설했다. 우즈베키스탄-카자흐스탄 장벽은 카자흐스탄 남부의 사르야가시와 막타아랄 행정 구역에 걸쳐 있으며, 탐조등을 포함한 2,5m 높이의 철조망 울타리로 구성되어 있다. 이 장벽은 우즈베키스탄 동부의 인구 밀집 마을과 도시를 따라 위치해 있다. 국경을 넘어 마약 밀수를 억제하기 위해 건설되었다.

## 같이 보기
- 우즈베키스탄의 대외 관계
- 카자흐스탄의 대외 관계